# Immetalia leucomelas
Immetalia leucomelas là một loài bướm đêm trong họ Noctuidae.